# Pla del Coll
El Pla del Coll és una plana de muntanya del terme municipal de Sant Esteve de la Sarga, al Pallars Jussà. Està situada a la carena del Montsec d'Ares, al nord-est del cim de Sant Alís i al nord del Pas de l'Ós.